# Coleophora kasyi
Coleophora kasyi é uma espécie de mariposa do gênero Coleophora pertencente à família Coleophoridae.